# Cantieri navali Tosi di Taranto

I cantieri navali Tosi di Taranto nel 1916

I cantieri navali Tosi di Taranto furono dei cantieri navali fondati nel 1914 a Taranto dall'azienda metalmeccanica Franco Tosi di Legnano, città lombarda della città metropolitana di Milano, che era stata costituita nel novembre del 1881 da Franco Tosi, giovane ingegnere erede di una agiata famiglia di proprietari terrieri originaria di Busto Arsizio. Dopo vari passaggi di proprietà, hanno chiuso i battenti nel 1990.

## Storia

Motrice navale "tandem" a doppia espansione e distribuzione a valvole erogante 100 CV. È stata prodotta nei cantieri navali Tosi di Taranto

I cantieri navali Tosi di Taranto nel 1915

Motrici navali verticali "tandem-compound" prodotte nei cantieri navali Tosi di Taranto

I cantieri navali Tosi sono stati nel corso del XX secolo un'importante realtà industriale di Taranto, impiantati verso la fine del 1914, quando, alla vigilia della prima guerra mondiale, l'azienda metalmeccanica Franco Tosi di Legnano, città lombarda della città metropolitana di Milano, specializzata nella produzione di apparati motore, caldaie, turbine, iniziò ad impiantare gli stabilimenti di costruzione navale sulla riva settentrionale del primo seno del Mar Piccolo, la realizzazione delle opere edili e la costruzione degli stabilimenti venne affidata alla Società di Costruzioni A. Brambilla, già dalla fine dell'Ottocento azienda leader nelle costruzioni di grandi opere e nel settore dell'architettura industriale.
Nel periodo tra le due guerre il cantiere ricevette numerose commesse da parte della Regia Marina, specializzandosi soprattutto nella costruzione di sommergibili, alcuni costruiti anche per marine estere, intensificando la loro attività nel periodo immediatamente precedente la seconda guerra mondiale.
Nel 1947 i "Cantieri Tosi" diventano "Cantieri Navali di Taranto". Nel dopoguerra una gestione inefficiente dei processi di riconversione industriale fece attraversare al cantiere una lunga crisi che alla fine degli anni cinquanta vide aggravare la situazione economica e finanziaria, sfociando nel 1958 nella richiesta di amministrazione controllata da parte degli azionisti della società.

I cantieri navali Tosi di Taranto tra il 1947 e il 1948

I cantieri costituivano una delle più grosse realtà industriali del meridione e rivestendo un'importante rilevanza nell'economia della città pugliese, pressioni sociali e politiche portarono alla loro acquisizioni da parte dell'IRI e la loro acquisizione fu una delle prime da parte della nuova finanziaria Fincantieri società finanziaria di stato, fondata il 29 dicembre 1959, attraverso cui lo stato assumeva il controllo di quasi tutti i grandi gruppi cantieristici dell'epoca CRDA, OTO e Ansaldo.
Il 15 marzo 1960 i Cantieri Navali Tosi cessano l'attività e al loro posto subentra la “Società Officine di Costruzioni e Riparazioni Navali di Taranto” che rileva lo stabilimento.

I cantieri navali Tosi di Taranto nel 1947

Nel 1975 viene varato dallo scalo, l'ultima costruzione navale. Si tratta della "scarpa" sinistra (la destra fu costruita a Trieste) di una nave posatubi della Saipem, la nave "Castoro 6". La peculiarità della costruzione era quella che si trattava di uno scafo che doveva lavorare semi-sommerso in quanto, attraverso delle colonne portanti doveva sostenere il "Deck" sul quale sarebbero state svolte le lavorazioni di assemblaggio e saldatura delle "pipelines" da depositare sul fondo marino. Lo scafo costruito a Taranto, fu inviato a Trieste presso l'Arsenale Triestino San Marco, ove furono ultimati i lavori di assemblaggio sia con lo scafo dx che con il deck.
Nel 1978 le maestranze dei Cantieri navali di Taranto, furono impegnate nella costruzione di una piattaforma per ricerche petrolifere (drilling platform "Beta"). Detta piattaforma (Jacket and Deck) fu destinata in una zona di mare definita "Prinos Field" nei pressi della Grecia. Elevatissimi erano gli standard di qualità sia sul montaggio dei vari pezzi che sul controllo delle saldature. Infatti tutti i saldatori dei Cantieri avevano conseguito i brevetti necessari e richiesti dagli Ispettori statunitensi, dimostrando nei fatti grande versatilità professionale derivata dal passaggio da riparatori navali a costruttori di piattaforme per ricerche petrolifere.

Motrice navale per torpediniera da 1.500 CV prodotta nei cantieri navali Tosi di Taranto

Nel 1981 si ha la fusione della Società Esercizio Bacini S.p.A. di Napoli con gli Stabilimenti di Taranto s.p.a. ed a seguito della fusione dei due cantieri, la nuova Società diventa nel 1982 Società Esercizio Bacini Meridionali S.p.A.(SEBM).
Nel 1983 e precisamente alla fine del mese di ottobre, si avviano i lavori di allungamento della Nave Ro-ro portacontainer con 5 ponti di stivaggio dei container, "Comandante Revello" che dopo essere entrata in bacino 2 (a Taranto vi erano due bacini di carenaggio galleggianti) viene tagliata trasversalmente all'altezza del cassero poppiero dopodiché resi stagni i compartimenti si procede alla fuoruscita della prora e dopo l'ingresso in bacino del tronco di 33 metri, viene fatta rientrare la prora. I lavori di allungamento durarono per tutto il mese di Novembre 1983 e la nave riprese il mare il 3 dicembre 1983 transitando per il Canale Navigabile alle ore 14.45.
La SEBM nel 1984, venne totalmente inglobata nel gruppo Fincantieri che da holding finanziaria, delle partecipazioni statali assumeva direttamente in proprio l'attività operativa delle società che prima controllava.
I cantieri navali di Taranto, cessano definitivamente l'attività il 31 dicembre 1990.

## Progetti attuali
Il cantiere Navale di Taranto nel 2006 fu acquisito dalla Nigro srl, il suo amministratore era l'imprenditore Sig. Nigro Michele. Dopo essere stato preso in considerazione come possibile polo sportivo nell'ottica dei XX Giochi del Mediterraneo, nel 2020, il cantiere navale è stato acquistato dal Gruppo Jolly Officine, azienda capofila leader del settore navale, che qui pone la sua seconda sede. Parte del complesso è invece in mano, dal 2021, al gruppo S.G.M s.r.l., storica associata a Confindustria.
Tra il 2023 ed il 2024 vengono varate dai Cantieri S.G.M. una barca porta di 200 tonnellate per il bacino Brin del vicino Arsenale di Taranto, su commissione della Marina Militare, ed un mega yacht per conto di Azimut Benetti. Questi risultano essere i primi vari nell'are del Mar Piccolo dopo 60 anni di inattività. Attualmente sono in costruzione altri due mega yacht, il cui varo è previsto entro il 2025.
Nell'autunno del 2024, la Provincia di Taranto ha dato il via al progetto di riqualificazione delle officine Jolly, che punterà nuovamente sulla cantieristica navale, con l'istituzione di una scuola di formazione navale, ma anche sulla valorizzazione dell’ambiente e del patrimonio industriale storico che rappresentano i Cantieri Tosi; tramite la riconversione a parco urbano di un’area adiacente agli stessi cantieri.

## Realizzazioni

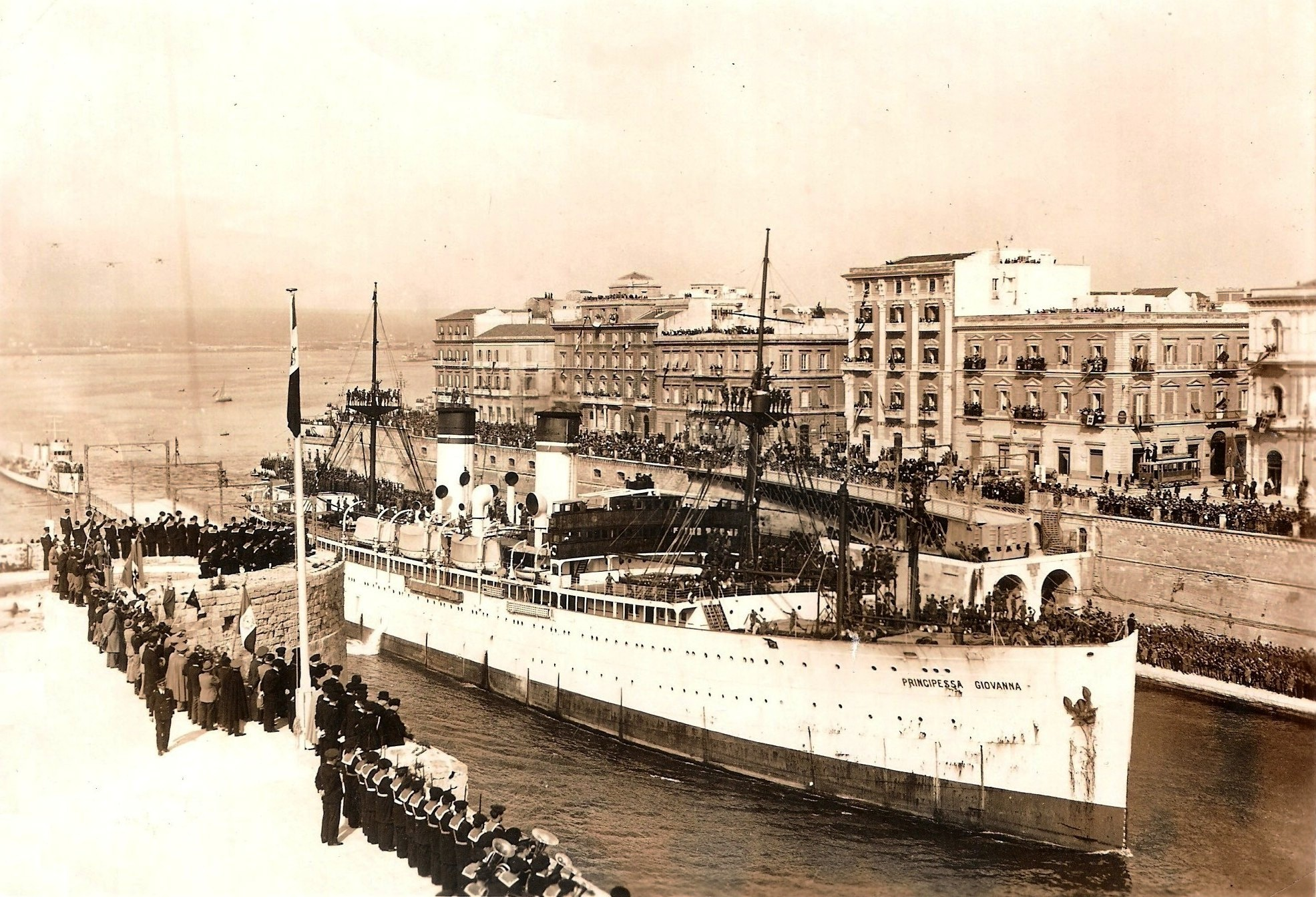
La nave ospedale Principessa Giovanna, utilizzata come trasporto truppe, in uscita dal canale navigabile di Taranto durante la guerra d'Etiopia

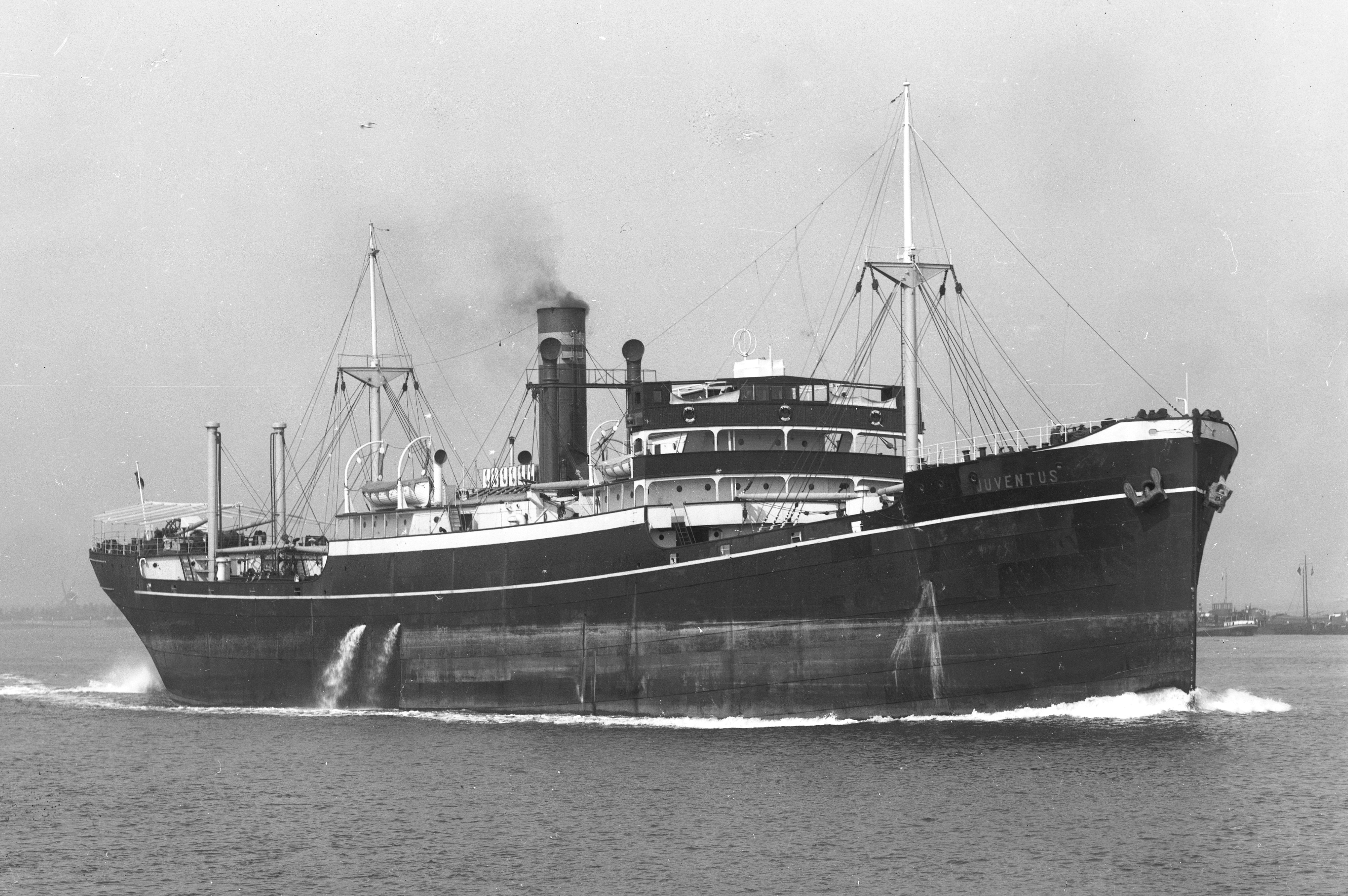
Nave da carico Juventus (1920)

La nave soccorso Meta a Lampedusa nel 1942

La Città di Sorrento, già Sorrento, ad Ischia negli anni sessanta del XX secolo

Il varo della Lago Tana nei cantieri Tosi di Taranto

Il rientro a Taranto del sommergibile Bagnolini dopo l'affondamento dell'incrociatore britannico Calypso, avvenuto nel 1940

Elenco delle principali navi varate nello stabilimento (incompleto):

### Navi
- 1916 - R.D. 7 - Dragamine Regia Marina
- 1923 - Principessa Giovanna - Motonave passeggeri, trasformato in Nave ospedale - (Lloyd Sabaudo, Regia Marina)
- 1929 - Meta - Motonave passeggeri, trasformato in Nave soccorso - (Società Anonima Partenopea di Navigazione, Regia Marina)
- 1929 - Sorrento - Motonave passeggeri, trasformato in Nave soccorso - (Società Anonima Partenopea di Navigazione, Regia Marina)
- 1929 - Epomeo - Motonave passeggeri, trasformato in Incrociatore ausiliario - (Società Anonima Partenopea di Navigazione, Regia Marina)
- 1939 - Lago Tana - Motonave da carico, trasformato in Incrociatore ausiliario - (Società Anonima di Navigazione Eritrea, Regia Marina)
- 1939 - Lago Zuai - Motonave da carico, trasformato in Incrociatore ausiliario - (Società Anonima di Navigazione Eritrea, Regia Marina)

### Sommergibili
- 1917 - N 5 - sommergibile - (Regia Marina)
- 1918 - N 6 - sommergibile - (Regia Marina)
- 1926 - Goffredo Mameli - sommergibile - (Regia Marina)
- 1928 - Giovanni da Procida - sommergibile - (Regia Marina)
- 1928 - Pier Capponi - sommergibile - (Regia Marina)
- 1928 - Tito Speri - sommergibile - (Regia Marina)
- 1929 - Ettore Fieramosca - sommergibile - (Regia Marina)
- 1929 - Marcantonio Bragadin - sommergibile - (Regia Marina)
- 1930 - Filippo Corridoni - sommergibile - (Regia Marina)
- 1930 - Luigi Settembrini - sommergibile - (Regia Marina)
- 1931 - Ruggiero Settimo - sommergibile - (Regia Marina)
- 1932 - Salpa - sommergibile - (Regia Marina)
- 1932 - Serpente - sommergibile - (Regia Marina)
- 1933 - Santa Fe - sommergibile - (Armada de la República Argentina)
- 1933 - Santiago del Estero - sommergibile - (Armada de la República Argentina)
- 1933 - Salta - sommergibile - (Armada de la República Argentina)
- 1933 - Archimede - sommergibile - (Regia Marina)
- 1933 - Diamante - sommergibile - (Regia Marina)
- 1933 - Smeraldo - sommergibile - (Regia Marina)
- 1934 - Galileo Ferraris - sommergibile - (Regia Marina)
- 1934 - Evangelista Torricelli - sommergibile - (Regia Marina)
- 1934 - Galileo Galilei - sommergibile - (Regia Marina)
- 1935 - Pietro Micca - sommergibile - (Regia Marina)
- 1936 - Dagabur - sommergibile - (Regia Marina)
- 1936 - Dessiè - sommergibile - (Regia Marina)
- 1937 - Foca - sommergibile - (Regia Marina)
- 1937 - Uarsciek - sommergibile - (Regia Marina)
- 1937 - Uebi Scebeli - sommergibile - (Regia Marina)
- 1937 - Zoea - sommergibile - (Regia Marina)
- 1938 - Atropo - sommergibile - (Regia Marina)
- 1938 - Alberto Guglielmotti - sommergibile - (Regia Marina)
- 1938 - Benedetto Brin - sommergibile - (Regia Marina)
- 1938 - Luigi Galvani - sommergibile - (Regia Marina)
- 1939 - Alpino Bagnolini - sommergibile - (Regia Marina)
- 1939 - Archimede - sommergibile - (Regia Marina)
- 1939 - Console Generale Liuzzi - sommergibile - (Regia Marina)
- 1939 - Reginaldo Giuliani - sommergibile - (Regia Marina)
- 1939 - Evangelista Torricelli - sommergibile - (Regia Marina)
- 1940 - Capitano Tarantini - sommergibile - (Regia Marina)
- 1941 - Bronzo - sommergibile - (Regia Marina)
- 1941 - Volframio - sommergibile - (Regia Marina)
- 1942 - Argento - sommergibile - (Regia Marina)
- 1943 - Remo - sommergibile - (Regia Marina)
- 1943 - Romolo - sommergibile - (Regia Marina)
- 1959 - Pietro Calvi - sommergibile - (Marina Militare)

## Archivio
Il materiale documentario e fotografico relativo ai Cantieri Navali Tosi è conservato presso l'Archivio di Stato di Taranto, nel fondo Prefettura di Taranto (1923-2002) e presso l'Archivio Centrale dello Stato, nel fondo Archivio storico Iri (estremi cronologici: 1919-1972). Le carte delle Commissioni interne dei cantieri navali Franco Tosi e FIOM di Taranto (1930 - 1972) sono state depositate presso l'Archivio storico Fiom a Roma da un dirigente della Fiom.